# 森下纯平
森下純平（日语：／ Morishita Junpei，1990年4月5日—），石川县白山市出身，日本男子柔道运动员。他曾代表日本参加2010年亚洲运动会柔道比赛，获得男子66公斤级铜牌。